# Журчева, Татьяна Валентиновна
Татьяна Валентиновна Журчева (род. 16 августа 1953, Куйбышев, СССР) — кандидат филологических наук, театральный критик, эксперт театральной премии «Золотая маска». Член правления Самарской организации СТД.

## Биография
Родилась в Куйбышеве в 1953 году. Часть детства провела в Большечерниговском районе. Вместе с сестрой Ольгой училась в куйбышевской школе № 120 с углубленным изучением английского языка.
В 1985 году защитила кандидатскую диссертацию по теме: «Драматургия Александра Вампилова в историко-функциональном освещении (конфликты, характеры, жанровое своеобразие)». В 1993 году получила ученое звание доцента кафедры русской и зарубежной литературы Самарского государственного университета. Инициатор и организатор научно-практического семинара «Новейшая драма рубежа XX—XXI вв.». Издатель научных сборников «Новейшая драма рубежа XX—XXI вв.: проблема конфликта». Редактор журнала «Театральный проспект». Один из крупнейших исследователей феномена «тольяттинской школы драматургии» и «новой драмы». Обладатель почетной грамоты Министерства образования и науки Российской Федерации.

Активно участвует в самарской театральной жизни. Как литературный консультант сотрудничает с театром «Уместный театр», как эксперт — с фестивалем «Левановка», посвященном творчеству Вадима Леванова Автор множества критических статей к спектаклям и театральным лабораториям России и зарубежья. Неоднократно выступала с критикой самарского театрального процесса, выступала за возрождение фестивалей и развитие местных авторов и практиков.
Один из стимулов развития театрального процесса — фестивали, которые позволяют увидеть, что делают в других регионах, и на их фоне трезво оценить свой уровень. Их у нас было несколько, теперь осталась одна «Золотая репка». Наш зритель не приучен к хорошему театру, что подтверждается периодическим срывом гастролей коллективов высочайшей художественной репутации и аншлагами пошлых антреприз. Пьесы новодрамцев тольяттинской школы широко ставят за рубежом. В этом году в Перми с аншлагами прошел фестиваль современной драматургии «Текстура», на который люди ехали со всей страны. Среди его участников были и тольяттинские драматурги. Самарская область опять отстает, не видя того, что буквально лежит на поверхности. Мы тратим деньги на приглашение сомнительных «звезд», не поддерживая собственные таланты. Причем таланты, признанные не только во всей России, но и в Европе.
Регулярно выступает с лекциями в Самаре и городах России. Среди наиболее известных: Самарская литературная биеннале, фестиваль современной драматургии «Левановка», фестиваль читок в Самарском литературном музее, лекции «Открытого университета».
Входит в состав жюри театральных и литературных фестивалей: «Читаем новую пьесу», «Волжские театральные сезоны», «Золотая маска».

## Общественная деятельность
В 2012 году подписала «Открытое письмо несуществующему сообществу преподавателей российской высшей школы» с критикой Министра образования и науки Российской Федерации Дмитрия Ливанова, выступившего со скандальным заявлением о том, что низкую зарплату получают только «преподаватели невысокого уровня».

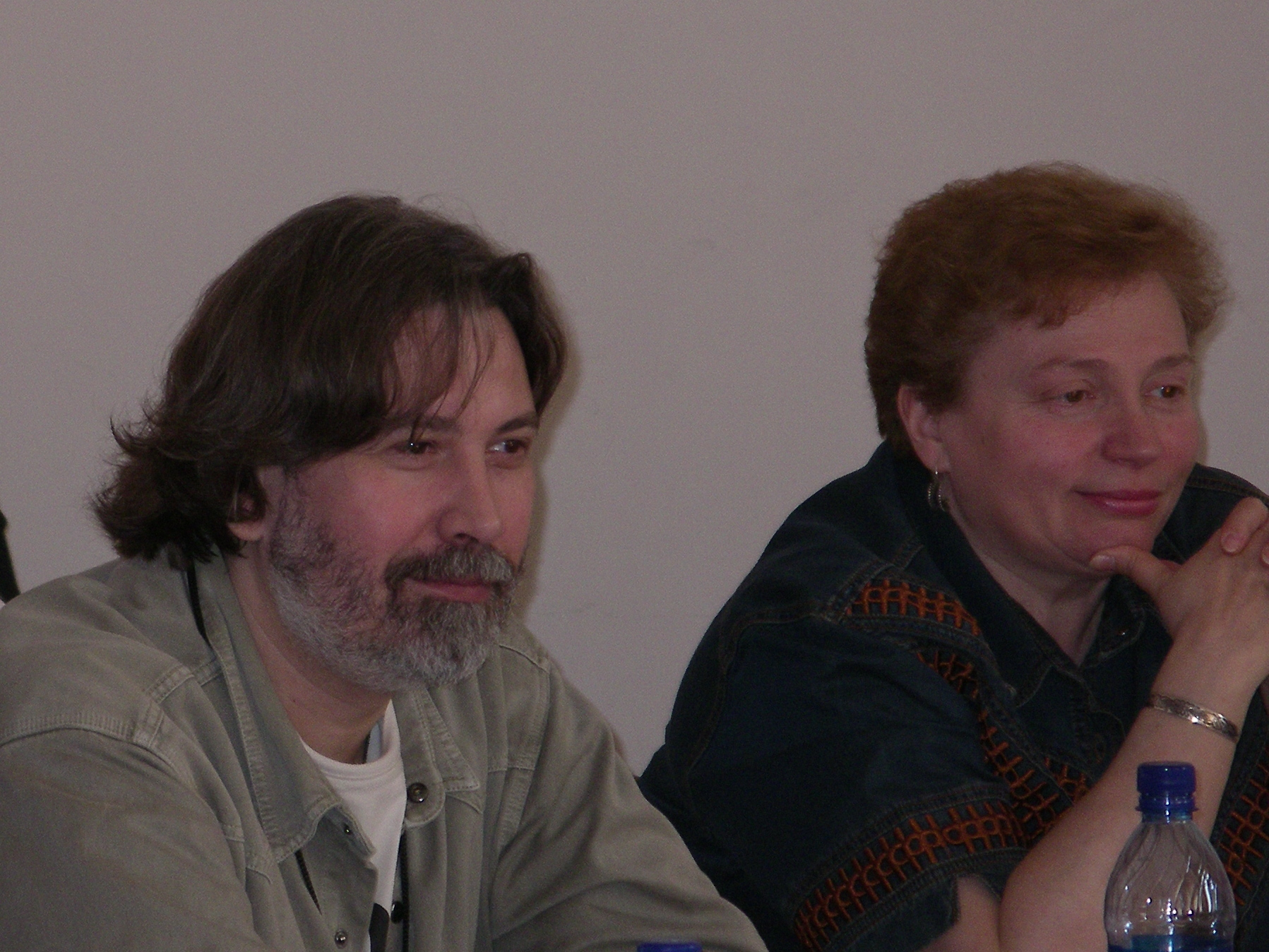
Татьяна Журчева и драматург Вадим Леванов на семинаре «Новейшая драма рубежа веков: проблема конфликта» в Тольятти в апреле 2008 года.

«Мы, вузовские преподаватели, подписавшие это письмо, констатируем вопиющую некомпетентность министра, который явно оторвался от действительности, поскольку оперирует цифрами зарплат, совершенно не отражающими реального положения дел. В абсолютном большинстве вузов столицы средние зарплаты ассистентов, старших преподавателей и доцентов (имеющих степени кандидатов наук) — не дотягивают даже до 18 тысяч рублей»
В 2015 году подписала открытое письмо театральных критиков России, призывающее распустить экспертный совет «Золотой маски» в связи со скандалом вокруг премии. Бойкот также объявили режиссёры Кирилл Серебренников и Константин Богомолов, отказавшись от участия в премии.
В 2015 году поддержала создание Ассоциации театральных критиков России.

## Публикации

### Монографии
1. Журчева Т. В. «Тольяттинская драматургия» как провинциальный литературный проект Самара: Изд-во Самарского университета, 2016. 10с.
2. Журчева О. В. Трагическое и трагедия в новейшей драме Самара: Самарский университет, 2016. 8с.

### ВАК
Журчева Т. В. Документ — пьеса — спектакль: сценические интерпретации пьесы Вадима Леванова «Святая блаженная Ксения Петербургская в житии» // Филология и культура. — 2016. — № 3 (45). — С. 90-95
Журчева Т. В. Игра с персонажем: «подпольный человек» Ф. Достоевского — Л. Леонова — Н. Эрдмана // Вестник Челябинского государственного педагогического университета. — 2015. — № 1. — С. 184—190
Журчева Т. В. Документ и его интерпретация в пьесе Вадима Леванова «Святая блаженная Ксения Петербургская в житии» // Филология и культура. — 2014. — № № 3 (37). — С. 195—200

### Другие

###### 2016
- 1 Журчева Т. В., Журчева О. В. Опыты креативной рецепции творчества и личности А. П. Чехова в новейшей русской драме («Сахалинская жена» Е. Греминой и «чеховская трилогия» В. Леванова) // Acta Universitatis Lodziensis. Folia Litteraria Rossica. — 2016. — № 9. — С. 97-108

###### 2015
- 1 Журчева Т. В. Жанровые эксперименты Вадима Леванова // Новейшая драма рубежа XX—XXI веков: сборник научных статей. . — 2015. — С. 60-71

###### 2014
- 1 Журчева Т. В. Философия добра и зла в историческом диптихе Вадима Леванова // Русская и белорусская литературы на рубеже XX—XXI веков: сб. науч. ст. . — 2014. — С. 322—327
- 2 Журчева Т. В. Эпическое и лирическое в драматургии Вадима Леванова // Acta Universitatis Lodziensis. Follia Literaria Rossica. — 2014. — № 7. — С. 265—276
- 3 Журчева Т. В. Образ ребёнка/подростка в новейшей русской драматургии как индикатор состояния современного общества. // Поэтика новейшей драматургии. — 2014. — № 4. — С. 184—189
- 4 Журчева Т. В. Своеобразие композиции «исторического диптиха» Вадима Леванова // Литература — театр — кино: проблема диалога: коллективная монография. . — 2014. — С. 221—228
- 5 Журчева Т. В. Оппозиция добра и зла в диптихе Вадима Леванова («Блаженная Ксения Петербургская в житии» и Кровавыя барыни Дарьи Салтыковой елико возможно правдивое жизнеописание") // Современная российская и европейская драма и театр. — 2014. — С. 29-34[31]